# シャドウ・DN3
シャドウ・DN3 (Shadow DN3) は、シャドウ・レーシング・カーズが1974年のF1世界選手権に投入したフォーミュラ1カー。1975年シーズン序盤にはアップデートされ、DN3Bとして使用された。BRMのエンジニアであったトニー・サウスゲートが設計したDN3は、ジャン＝ピエール・ジャリエが1974年モナコグランプリで記録した3位が最高位であった。

## 開発
サウスゲートが設計したDN3は、彼が前年に設計したDN1の発展型であった。DN1の問題の一つは、過度に振動する点であり、DN3はモノコックの構造を堅牢にすることでその問題をクリアした。DN3はホイールベースが延長され、DN1よちも5kg重かった。

## レース戦績
1974年シーズンの序盤2戦、新人のジャン＝ピエール・ジャリエは前年のDN1を使用したが、いずれもリタイアとなった。第3戦以降はDN3をドライブしている。マクラーレンで優勝経験のあるピーター・レブソンが加入し、開幕戦からDN3をドライブした。レブソンは開幕戦で予選4位、第2戦ブラジルで予選6位となったが、決勝はいずれもリタイアとなっている。レブソンは第3戦南アフリカグランプリ前のテストで事故死し、シャドウは同GPをキャンセルした。
ブライアン・レッドマンがレブソンに代わって第4戦スペイングランプリから3戦に出場した。第7戦スウェーデングランプリでは地元ドライバーのバーティル・ルースが起用された。第8戦オランダグランプリ以降はトム・プライスが起用された。プライスは同年の第5戦ベルギーグランプリでトーケンからF1デビューを果たしている。プライスは第11戦ドイツグランプリで6位入賞、1ポイントを獲得し、チームはこの年合計7ポイントを獲得した。残る6ポイントはジャリエが獲得したが、彼はレブソンの死にも関わらず、シーズンの残りをファーストドライバーとして務めた。ジャリエはモナコで予選6位、決勝3位に入り、続くスウェーデンでも5位に入った。チームは結局ランキング8位でシーズンを終えた。
プライスは翌1975年シーズンの序盤2戦も改良型のDN3Bを使用したが、ポイントを獲得することはできなかった。

## F1における全成績
(key) （太字はポールポジション）
| 年     | チーム                          | シャシー | エンジン    | タイヤ | ドライバー                 | 1   | 2   | 3   | 4   | 5   | 6   | 7   | 8   | 9   | 10  | 11  | 12  | 13  | 14  | 15  | 16  | ポイント | 順位 |
| ------ | ------------------------------- | -------- | ----------- | ------ | -------------------------- | --- | --- | --- | --- | --- | --- | --- | --- | --- | --- | --- | --- | --- | --- | --- | --- | -------- | ---- |
| 1974年 | UOPシャドウ・レーシング・カーズ | DN3      | フォード V8 | G      |                            | ARG | BRA | RSA | ESP | BEL | MON | SWE | NED | FRA | GBR | GER | AUT | ITA | CAN | USA |     | 7        | 8位  |
| 1974年 | UOPシャドウ・レーシング・カーズ | DN3      | フォード V8 | G      | ジャン＝ピエール・ジャリエ |     |     |     | NC  | 13  | 3   | 5   | Ret | 12  | Ret | 8   | 8   | Ret | Ret | 10  |     | 7        | 8位  |
| 1974年 | UOPシャドウ・レーシング・カーズ | DN3      | フォード V8 | G      | ピーター・レブソン         | Ret | Ret |     |     |     |     |     |     |     |     |     |     |     |     |     |     | 7        | 8位  |
| 1974年 | UOPシャドウ・レーシング・カーズ | DN3      | フォード V8 | G      | ブライアン・レッドマン     |     |     |     | 7   | Ret | Ret |     |     |     |     |     |     |     |     |     |     | 7        | 8位  |
| 1974年 | UOPシャドウ・レーシング・カーズ | DN3      | フォード V8 | G      | バーティル・ルース         |     |     |     |     |     |     | Ret |     |     |     |     |     |     |     |     |     | 7        | 8位  |
| 1974年 | UOPシャドウ・レーシング・カーズ | DN3      | フォード V8 | G      | トム・プライス             |     |     |     |     |     |     |     | Ret | Ret | 8   | 6   | Ret | 10  | Ret | NC  |     | 7        | 8位  |
| 1975年 | UOPシャドウ・レーシング・カーズ | DN3B     | フォード V8 | G      |                            | ARG | BRA | RSA | ESP | MON | BEL | SWE | NED | FRA | GBR | GER | AUT | ITA | USA |     |     | 9.51     | 6位1 |
| 1975年 | UOPシャドウ・レーシング・カーズ | DN3B     | フォード V8 | G      | トム・プライス             | 12  | Ret |     |     |     |     |     |     |     |     |     |     |     |     |     |     | 9.51     | 6位1 |
| 1976年 | チーム P R ライリー             | DN3      | フォード V8 | G      |                            | BRA | RSA | USW | ESP | BEL | MON | SWE | FRA | GBR | GER | AUT | NED | ITA | CAN | USA | JPN | 102      | 8位2 |
| 1976年 | チーム P R ライリー             | DN3      | フォード V8 | G      | マイク・ワイルズ           |     |     |     |     |     |     |     |     | DNQ |     |     |     |     |     |     |     | 102      | 8位2 |

^1 1975年シーズンのポイントは全てDN5によるもの
^2 1976年シーズンのポイントはDN5BとDN8によるもの

## 注
1. ↑  Stats F1. “Shadow DN3”. 2012年11月10日閲覧。
2. 1 2  Hodges, 2001, p. 208
3. 1 2  Nye, 1986, p. 233

## 参照
- Nye, Doug (1985). Autocourse History of the Grand Prix Car 1966 - 1985. Richmond, Surrey, United Kingdom: Hazelton Publishing. ISBN 0905138376
- Hodges, David (2001). A - Z of Grand Prix Cars. Ramsbury, Marlborough, Wiltshire: Crowood Press. ISBN 1861263392